# کوستاراینرا
کوستاراینرا (به ایتالیایی: Costarainera) یک کومونه در ایتالیا است که در استان ایمپریا واقع شده‌است.

## خصوصیات
کوستاراینرا ۲٫۴ کیلومترمربع مساحت و ۷۷۵ نفر جمعیت دارد.